# Okręg wyborczy Leichhardt
Okręg wyborczy Leichhardt (ang. Division of Leichhardt) – jednomandatowy okręg wyborczy do Izby Reprezentantów Australii, obejmujący północne krańce stanu Queensland, w tym całe Wyspy w Cieśninie Torresa. Pierwszy wybory odbyły się w okręgu w 1949 roku, zaś jego patronem jest podróżnik i badacz Ludwig Leichhardt. 

## Lista posłów
| okres urzędowania | poseł         | przynależność                        |
| ----------------- | ------------- | ------------------------------------ |
| 1949-1951         | Tom Gilmore   | Partia Wiejska                       |
| 1951-1958         | Harry Bruce   | Australijska Partia Pracy            |
| 1958-1975         | Bill Fulton   | Australijska Partia Pracy            |
| 1975-1983         | David Thomson | Narodowa Partia Australii            |
| 1983-1993         | John Gayler   | Australijska Partia Pracy            |
| 1993-1996         | Peter Dodd    | Australijska Partia Pracy            |
| 1996-2007         | Warren Entsch | Liberalna Partia Australii           |
| 2007-2010         | Jim Turnour   | Australijska Partia Pracy            |
| od 2010           | Warren Entsch | Liberal National Party of Queensland |

źródło: 